# Bá Lam Dã Khiếp Xích
Huy Nhân Dụ Thánh Hoàng hậu (tiếng Trung: 徽仁裕聖皇后; 1240 - 1300), tên thật Khoát Khoát Chân (阔阔真; tiếng Mông Cổ: ᠬᠥᠬᠡᠵᠢᠨ, Chuyển tự Latinh: Kökejin) hay Bá Lam Dã Khiếp Xích (伯藍也怯赤), là vợ của Hoàng thái tử Chân Kim, sinh mẫu của Nguyên Thành Tông Thiết Mục Nhĩ và tổ mẫu của 3 vị Hoàng đế nhà Nguyên là Nguyên Vũ Tông, Nguyên Nhân Tông và Nguyên Thái Định Đế.
Do Thái tử Chân Kim mất sớm, bà chưa từng được đăng ngôi Hoàng hậu, nhưng được phong Hoàng thái hậu sau khi Nguyên Thành Tông, con trai bà kế vị ông nội là Nguyên Thế Tổ Hốt Tất Liệt. Bà là vị Hoàng thái hậu đầu tiên được ghi nhận sau khi nhà Nguyên thống nhất đất nước.

## Tiểu sử
Khoát Khoát Chân sinh vào năm 1240, là người của bộ tộc Hoằng Cát Lạt thị (弘吉剌氏; Onggirad). Bà được gả cho Thái tử Chân Kim, con trai Hốt Tất Liệt vào năm 1260, trở thành vị Thái tử phi đầu tiên của nhà Nguyên.
Theo《Nguyên sử - Liệt truyện đệ tam, Hậu phi nhị》, trong một lần đi săn, Hốt Tất Liệt đang khát nước, đến gần lều của một người chăn cừu thì gặp nữ nhân đang tìm lạc đà. Ông hỏi xin một ít sữa, cô ta đáp:"Tôi có sữa ngựa ở nhà, nhưng cha mẹ tôi hiện đi vắng. Thân là nữ nhân, tôi không tiện đem khách về một mình". Nghe xong, Hốt Tất Liệt định bỏ đi, cô lại bảo:"Cha mẹ tôi sắp về, phiền ông đợi". Sau một lúc, cha mẹ cô trở về, cô liền mang sữa ngựa đến cho Hốt Tất Liệt. Sau khi rời đi, Hốt Tất Liệt thở dài:"Gia đình ta mà tìm được nữ nhân này thì tốt biết bao!". Về sau, nhân dịp Chân Kim được phong Hoàng thái tử, Hốt Tất Liệt nghe nhiều quần thần ở Đại Đô không đồng thuận. Một lão thần đã sai người tìm tung tích nữ nhân nọ. Biết cô là Khoát Khoát Chân của tộc Hoằng Cát Lạt thị, lại chưa chồng nên đã bẩm báo lên Hốt Tất Liệt. Hốt Tất Liệt liền ban hôn cô và Chân Kim, phong làm Thái tử phi, tương lai là Hoàng hậu Đại Nguyên. Từ đó quần thần ai nấy đều rất hài lòng.
Khoát Khoát Chân sinh ba con trai là Cam Ma Lạt, Đáp Lạt Ma Bát Lạt và Thiết Mục Nhĩ. Năm Chí Nguyên thứ 22, (1286), Chân Kim qua đời, bà không có cơ hội lên ngôi Hoàng hậu. Tuy vậy, bà rất được lòng người cha chồng Hốt Tất Liệt, các con bà cũng được ông nội hết mực thương yêu, đặc biệt Thiết Mục Nhĩ được chọn để nối ngôi thay vì các em trai khác của Chân Kim.
Năm 1294, Hốt Tất Liệt băng hà. Ngày 10 tháng 5 cùng năm, Thiếu Mục Nhĩ đăng cơ, tức Nguyên Thành Tông. Bà được tôn Hoàng thái hậu, trở thành vị Thái hậu đầu tiên được ghi nhận của triều Nguyên.
Năm Đại Đức thứ 4 (1300), ngày 10 tháng 2, Thái hậu Khoát Khoát Chân qua đời. Bà được truy thụy Huy Nhân Dụ Thánh Hoàng hậu (徽仁裕聖皇后).